# Copidosoma augasmatis
Copidosoma augasmatis är en stekelart som beskrevs av Trjapitzin 1968. Copidosoma augasmatis ingår i släktet Copidosoma och familjen sköldlussteklar.
Artens utbredningsområde är:
- Kazakstan.
- Armenien.
- Azerbajdzjan.
- Turkmenistan.

Inga underarter finns listade i Catalogue of Life.